# Марченко Людмила Василівна
Людмила Василівна Марченко (20 червня 1940, Архипо-Осипівка, Краснодарський край, Російська РФСР — січень 1997, Москва, Росія) — російська акторка.

## Життєпис
Закінчила Всесоюзний державний інститут кінематографії (1963, майстерня М. Ромма). Працювала в Театрі-студії кіноактора.
Знялась в українських фільмах: «Дмитро Горицвіт» (1961, Югина), «Роки дівочі» (1961), «Циган» (1967, дружина Будулая), «Розвідники» (1968, Марі).
Похована на Ваганьковському кладовищі.

## Фільмографія
1. 1958 — Добровольці — епізод
2. 1959 — Білі ночі — Настенька
3. 1959 — Батьківський дім — Таня
4. 1960 — До майбутньої весни — Віра
5. 1961 — Дмитро Горицвіт — Югина
6. 1967 — Циган — Дружина Будулая
7. 1968 — Розвідники — Марі, працівниця архівного бюро
8. 1973 — В бій ідуть одні «старики»
9. 1977 — Службовий роман
10. 1980 — Про бідного гусара замовте слово